# Andrzej Dąbrowski (chemik)
Andrzej Dąbrowski (ur. 15 maja 1947 w Stalowej Woli) – polski chemik, profesor nauk chemicznych, nauczyciel akademicki, w latach 2008–2012 rektor Uniwersytetu Marii Curie-Skłodowskiej w Lublinie.

## Życiorys
W 1970 ukończył studia chemiczne na Wydziale Matematyki, Fizyki i Chemii UMCS i podjął pracę jako asystent w Zakładzie Chemii Fizycznej. W 1976 uzyskał stopień doktora nauk chemicznych, po czym został adiunktem w Zakładzie Chemii Teoretycznej. Habilitował się w 1985, pracował kolejno jako docent i profesor nadzwyczajny. W 1997 otrzymał tytuł profesora nauk chemicznych.
Odbył staże naukowe w szkołach wyższych i jednostkach badawczych m.in. w Niemczech, Francji, Rosji i na Węgrzech. W pracy naukowej zajął się zagadnieniami z zakresu chemii ochrony środowiska oraz chemii teoretycznej zjawisk powierzchniowych.
Jako nauczyciel akademicki związany z macierzystą uczelnią, w 2002 objął stanowisko profesora zwyczajnego. Od 1987 do 1989 był prodziekanem Wydziału Matematyki, Fizyki i Chemii UMCS. W 1989 został prodziekanem nowo utworzonego Wydziału Chemii, następnie był dziekanem tej jednostki w latach 1990–1996 i 2002–2008 (łącznie przez 4 kadencje). W okresie 2008–2012 pełnił funkcję rektora Uniwersytetu Marii Curie-Skłodowskiej. Członek Polskiego Towarzystwa Chemicznego, był także członkiem Komitetu Chemii PAN.